# Фінікійське письмо
Фінікійська писемність — одна з перших зафіксованих в історії людства систем фонетичної писемності. З'явилася близько XV століття до н. е. та стала родоначальницею більшості сучасних алфавітних і деяких інших систем писемності.
Використовувала консонантний принцип, тобто для запису слів використовувалися тільки приголосні звуки, а значення голосних залишалося на розсуд читача (у семітських мовах лексичне значення кореня задається тільки приголосними, тому потрібні в даному граматичному значенні голосні можна визначити за контекстом). Напрям запису — справа наліво.

## Історія
Фінікійська писемність є однією з перших алфавітних писемностей у світі, проте саме фінікійська писемність дала початок кільком гілкам алфавітних писемностей, і, станом на 21 сторіччя, практично всі алфавітні писемності світу (за винятком японської кани і корейської писемності хангиль) мають коріння саме у фінікійській писемності. Інші писемності, що мають алфавітну структуру — давньоперський клинопис і мероїтська писемність, не прижилися.
В Єгипті та межиріччі писати і читати вміли лише окремі люди. Адже й ієрогліфічне письмо, і клинопис містять понад 600 знаків, кожен з яких зазвичай зображує ціле слово або склад. Всі їх потрібно було знати напам'ять.
Фінікійцям, які вели постійні торгові записи, потрібно було інше письмо, просте і зручне. Вони й створили алфавіт, в якому кожен знак (літера) позначав лише один визначений звук.
Фінікійський алфавіт складається з 22 простих за написанням букв. Всі вони приголосні, бо в фінікійській мові основну роль грали приголосні звуки. Щоб прочитати слово, фінікійцям досить було бачити його кістяк, що складається з приголосних букв.
Найдавніші написи, складені з букв алфавіту Фінікії, знайдені під час розкопок в стародавньому місті Біблі (нині місто Джебель), біля підніжжя Ліванського хребта. Вони відносяться до XIII ст. до н. е. Писали фінікійці справа наліво. Свої торгові записи вони робили чорнилом на черепках. Таких черепків знайдено небагато. Краще збереглися написи, висічені на камені: надгробні (на саркофагах царів і жерців) і будівельні, що розповідають про спорудження палаців по велінню царів

### Поняття про алфавіт
Алфавітна писемність — це писемність, де один знак передає один звук, на відміну від логографічного і ідеографічного письма, де кожен знак відповідає певному поняттю або морфемі. Складова писемність також не може вважатися алфавітною, через те, що кожен знак у сіллабаріях відповідає окремому складу, але не звуку.

### Походження
Існує декілька теорій щодо походження фінікійського алфавіту.
За однією з них алфавіт походить від протосинайського письма.

## Вигляд знаків та їх значення

латинський, грецький, фінікійський, єврейський і арабський алфавіти

| Буква      | Буква  | Назва  | Значення назви | Звучання |
| Зображення | Юнікод | Назва  | Значення назви | Звучання |
| ---------- | ------ | ------ | -------------- | -------- |
| Aleph      | 𐤀      | алеф   | бик            | ʾ [ʔ]    |
| Beth       | 𐤁      | бет    | будинок        | b [b]    |
| Gimel      | 𐤂      | ґімель | верблюд        | g [ɡ]    |
| Daleth     | 𐤃      | далет  | двері          | d [d]    |
| He         | 𐤄      | гей    | вікно          | h [h]    |
| Waw        | 𐤅      | вав    | гак, крюк      | w [w]    |
| Zayin      | 𐤆      | зеїн   | зброя          | z [z]    |
| Heth       | 𐤇      | хет    | стіна          | ḥ [ħ]    |
| Teth       | 𐤈      | тет    | колесо         | ṭ [tˤ]   |
| Yodh       | 𐤉      | юд     | рука           | y [j]    |
| Kaph       | 𐤊      | каф    | долоня         | k [k]    |
| Lamedh     | 𐤋      | ламед  | стрекало       | l [l]    |
| Mem        | 𐤌      | мем    | вода           | m [m]    |
| Nun        | 𐤍      | нун    | змія           | n [n]    |
| Samekh     | 𐤎      | самех  | стовп          | s [s]    |
| Ayin       | 𐤏      | еїн    | око            | ʿ [ʕ]    |
| Pe         | 𐤐      | пей    | рот            | p [p]    |
| Sadek      | 𐤑      | цаде   | полювання      | ṣ [sˤ]   |
| Qoph       | 𐤒      | коп    | вушко голки    | q [q]    |
| Res        | 𐤓      | реш    | голова         | r [r]    |
| Sin        | 𐤔      | шин    | зуб            | š [ʃ]    |
| Taw        | 𐤕      | тав    | знак           | t [t]    |

## Роль в історії
Від фінікійського алфавіту походить грецький алфавіт, від візантійського варіанта якого походить кирилиця, від якої походить український алфавіт. Від грецького алфавіту походить також латинський алфавіт.
Від фінікійського алфавіту походить арамейський алфавіт, від якого походять єврейський алфавіт та арабський алфавіт.